# Tianhe (station spatiale chinoise)
Pour les articles homonymes, voir Tianhe.
Module de l'ISS
Tianhe (chinois : 天和 ; pinyin : Tiānhé ; litt. « harmonie céleste ») ou TH, aussi appelé module central ou CM (de l'anglais : Core Module) est le premier module de la station spatiale chinoise (SSC). Il est placé en orbite terrestre basse par un lanceur lourd Longue Marche 5B le 29 avril 2021. En tant que module central de la station, il est chargé du contrôle d'attitude, du maintien d'orbite, du système de support de vie ainsi que de l'approvisionnement initial en énergie.

## Caractéristique technique

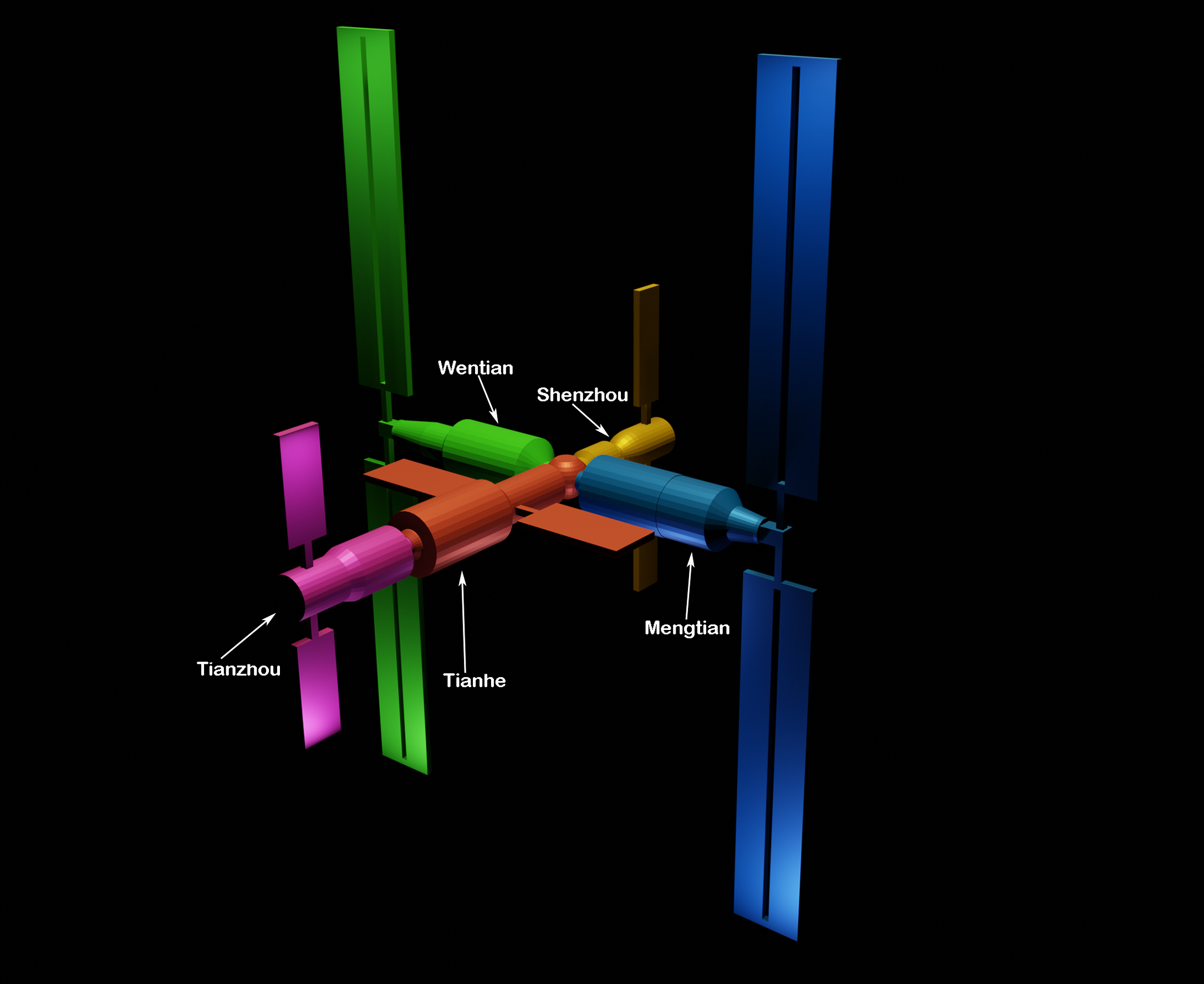
Schéma de la station spatiale chinoise avec au centre Tianhe en orange.

### Structure générale
Sa conception est très similaire au module central de la station Mir (DOS-7) ou au module Zvezda (DOS-8) de la Station spatiale internationale, comportant eux également deux sections cylindriques et un nœud avant avec plusieurs points d'amarrage. Tianhe est constitué de deux quasi-cylindres de diamètres différents, mis bout à bout, donnant une longueur de 14,16 m par 4,2 m de large d'un rendement de 30 %. Il est muni d’un nœud sphérique d’amarrage comportant quatre ports d’amarrage mais aussi un sas, et un cinquième port d’amarrage à l’opposé du nœud. Il dispose de deux grands panneaux solaires de 11 × 4,6 m de long chacun. Son système d’amarrage est de type androgyne, similaire à celui utilisé dans les véhicules spatiaux Shenzhou, Tianzhou et Tiangong, provenant de la base du APAS-89 russe qui a été utilisé dans les modules Kristall et DM de la station Mir et actuellement utilisé sur le segment américain de la Station spatiale Internationale. Sur la surface extérieure du module, un grand bras robotique situé sur le cylindre du plus petit diamètre servira pour le déplacement de charges lourdes. Deux points d’ancrage se trouvent sur le module pour y accrocher le bras. Il possède aussi des radiateurs, mais surtout un hublot et deux gyroscopes. Aussi, il possède une plateforme externe pour le logement des instruments ou des expériences.
Les charges utiles scientifiques de la CSS (station spatiale chinoise) sont gérées depuis la salle de contrôle des charges utiles, du Centre des applications spatiales (CSU) de l'Académie chinoise des sciences.

### Propulsion ionique
La station utilise, une première, la propulsion ionique ce qui permet d'avoir besoin de 10 fois moins de carburant que l'ISS d'après l'Académie des sciences chinoise. Ce type de propulsion, utilisé pour la première fois en dehors des simulation, devrait être réutilisé pour les voyages vers Mars afin de passer le voyage de 9 mois actuellement, à 39 jours. Quatre propulseurs ioniques sont utilisés sur ce module.

### Aménagement intérieur

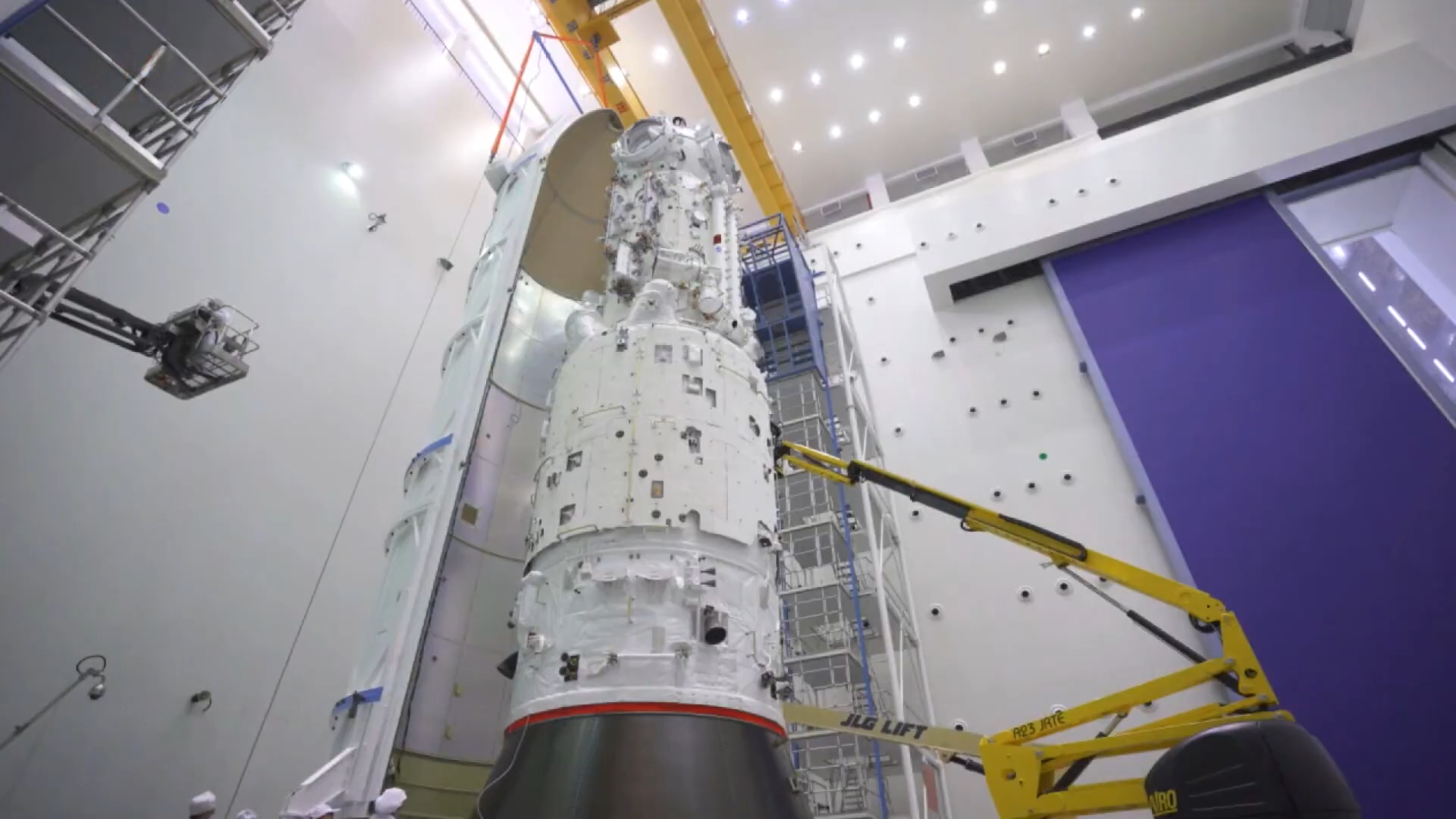
Le module dans la coiffe de son lanceur avant le lancement.

En tant que cabine de commande de la station, le module est aménagé et abrite des logements habitables et un espace de travail prévu pour trois astronautes, pour le contrôle du guidage, de la navigation et le contrôle de l'ensemble de la station spatiale. Il contient également une zone de service non pressurisée.

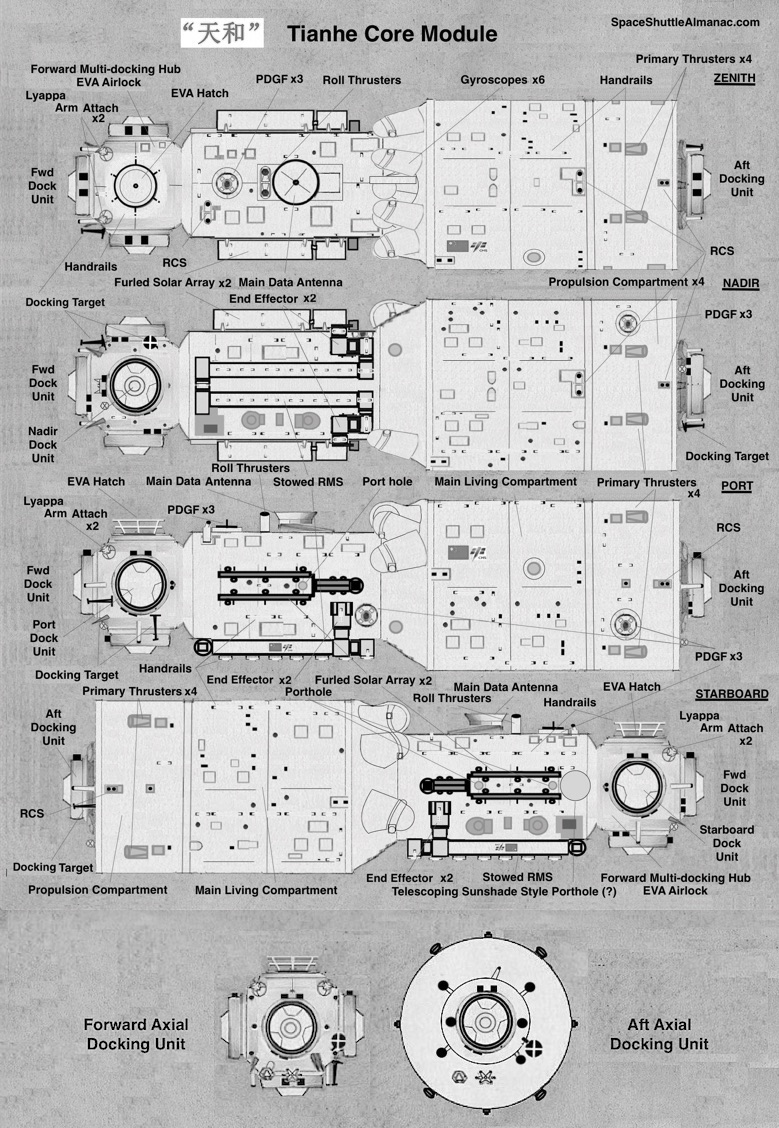
Plan du module